# Ионообменная мембрана
Ионообменная мембрана — это полупроницаемая мембрана, которая транспортирует определённые растворенные ионы, при этом блокируя другие ионы или нейтральные молекулы.
Таким образом, ионообменные мембраны электропроводны. Они наиболее часто применяются при опреснении и химическом восстановлении, перемещая ионы из одного раствора в другой.
Важными примерами ионообменных мембран являются протонообменные мембраны, которые переносят катионы H+ и анионообменные мембраны, используемые в некоторых щелочных топливных элементах для переноса OH−анионов.

## Структура и состав
Ионообменная мембрана как правило изготавливается из органического или неорганического полимера с заряженными (ионными) боковыми группами. (например — ионообменные смолы). Анионообменные мембраны содержат фиксированные катионные группы с преимущественно подвижными анионами. Поскольку анионы составляют большинство частиц, большая часть проводимости обусловлена переносом анионов. Обратное верно для катионообменных мембран. Так называемые гетерогенные ионообменные мембраны имеют низкую стоимость и бо́льшую толщину, более высокое сопротивление и шероховатую поверхность, которая может подвергаться загрязнению. Однородные мембраны более дорогие, но более тонкие с меньшим сопротивлением и гладкой поверхностью, загрязняются меньше. Однородные поверхности мембран можно модифицировать создания полупроницаемых мембран, одновалентных и двухвалентных ионов.

## Селективность
Селективность ионообменной мембраны обусловлена равновесием Доннана, а не физическим блокированием или электростатическим исключением определенных заряженных частиц. Селективность к переносу ионов противоположных зарядов называется избирательной проницаемостью.

## Применение
Ионообменные мембраны традиционно используются в электродиализе или диффузионном диализе посредством электрического потенциала или градиента концентрации, соответственно, для селективного переноса катионных и анионных частиц. При применении в процессах электродиализного опреснения анионообменные и катионообменные мембраны обычно располагаются поочередно между двумя электродами (анодом и катодом) внутри электродиализной батареи. Гальванический потенциал подается как напряжение, генерируемое на электродах.
Типичная промышленная электродиализная установка состоит из двух камер: камеры обессоленного потока (камера дилаута) и камеры концентрата. Во время работы установки соли переходят из продукта в концентрат. В результате поток отходов концентрируется, а поток продукта обессоливается.
Примеры применения ионообменных мембран: опреснение воды, очистка промышленных сточных вод с сильным загрязнением, производство продуктов питания и напитков и прочее.